# Unione Polisportiva Comunale Tavagnacco 2023-2024
Questa voce raccoglie le informazioni riguardanti l'Unione Polisportiva Comunale Tavagnacco nelle competizioni ufficiali della stagione 2023-2024.

## Stagione
La nuova stagione del Tavagnacco si presenta con una inaspettata novità in quanto, benché destinata a cimentarsi in Serie C causa la 14ª posizione in classifica nel precedente campionato di Serie B, grazie alla rinuncia ad iscriversi del Cittadella a fine luglio 2023 viene ripescato a completamento organico. La società affida nuovamente la guida tecnica ad Alessandro Campi, che già allenava le friulane dalla metà della stagione 2022-2023, muovendosi sul mercato in ritardo rispetto alla concorrenza.
La squadra ha una partenza difficile, inanellando una serie di sei sconfitte consecutive dall'inizio del campionato che la relegano ben presto nella parte bassa della classifica e chiudendo la prima parte della stagione al 15º e penultimo posto. Nel tentativo di migliorare le prestazioni la società decide di operare anche nella sessione invernale di calciomercato rinforzando tutti i reparti, in particolare l'attacco, carente in fase realizzativa con solo 6 gol su 10 incontri disputati, tesserando la punta Isabel Cacciamali, in arrivo dal Bologna e già tra le migliori marcatrici del Venezia in Serie C 2022-2023, tuttavia il trend negativo non si inverte e il Tavagnacco chiude per la seconda stagione di seguito in zona retrocessione.

## Divise e sponsor
Per la stagione 2023-2024 si rinnovano sia l'accostamento grafico delle tenute di gara, con il blu con inserti gialli dei colori sociali, che il main sponsor Megavision, mentre il fornitore tecnico è Macron.
| Casa | Trasferta |

## Organigramma societario
Come da sito societario.
Area amministrativa
- Presidente: Roberto Moroso
- Vice presidente: Domenico Bonanni
- Segretaria generale: Elisabetta Terraveglia
- Responsabile settore giovanile: Carlo Zampi
- Responsabile scuola calcio: Federico Martin
- Referente attività di base: Barbara Lesa
- Responsabile organizzativo settore giovanile: Carlo Zampi
- Addetto stampa: Mattia Meroi

Area tecnica
- Allenatore: Alessandro Campi
- Vice allenatore: Piera Maglio
- Preparatore dei portieri: Vittorio Baccari
- Preparatore atletico: Claudio Bordon
- Team Manager: Elisabetta Terraveglia

## Rosa
Rosa, ruoli e numeri di maglia come da sito ufficiale, integrata dai siti Football.it e FIGC Femminile, e aggiornata al 19 maggio 2024.
| N. |                      | Ruolo | Calciatrice       |
| -- | -------------------- | ----- | ----------------- |
| 1  | Italia (bandiera)    | P     | Valentina Dorbolò |
| 4  | Italia (bandiera)    | D     | Nicole Peressotti |
| 6  | Italia (bandiera)    | D     | Giada Novelli     |
| 7  | Italia (bandiera)    | D     | Elisa Donda       |
| 9  | Italia (bandiera)    | A     | Erika Lauriola    |
| 10 | Italia (bandiera)    | A     | Albulena Gashi    |
| 11 | Italia (bandiera)    | A     | Isabel Cacciamali |
| 14 | Italia (bandiera)    | A     | Gaia Lorenzini    |
| 16 | Italia (bandiera)    | C     | Martina Nurzia    |
| 17 | Italia (bandiera)    | D     | Francesca Moroso  |
| 18 | Italia (bandiera)    | C     | Simona Demaio     |
| 19 | Argentina (bandiera) | A     | Camila Uzqueda    |

| N. |                   | Ruolo | Calciatrice       |
| -- | ----------------- | ----- | ----------------- |
| 20 | Italia (bandiera) | C     | Benedetta Maroni  |
| 22 | Italia (bandiera) | D     | Rachele Minutello |
| 23 | Italia (bandiera) | D     | Sara Novelli      |
| 26 | Italia (bandiera) | C     | Gloria Magni      |
| 27 | Italia (bandiera) | C     | Clara Lazzara     |
| 28 | Italia (bandiera) | C     | Giada Candeloro   |
| 32 | Italia (bandiera) | D     | Francesca Desiati |
| 33 | Italia (bandiera) | A     | Elisa Casellato   |
| 36 | Italia (bandiera) | C     | Maria Bortolin    |
| 37 | Italia (bandiera) | P     | Giulia Sattolo    |
| 44 | Italia (bandiera) | P     | Silvia Girardi    |
|    | Italia (bandiera) | D     | Caterina Dieudé   |

## Calciomercato

### Sessione estiva
| Acquisti | Acquisti          | Acquisti    | Acquisti   |
| R.       | Nome              | da          | Modalità   |
| -------- | ----------------- | ----------- | ---------- |
| D        | Francesca Desiati |             | definitivo |
| C        | Giada Candeloro   | Ravenna     | definitivo |
| C        | Elisa Casellato   | Verona      | definitivo |
| C        | Clara Lazzara     | Spezia      | definitivo |
| C        | Martina Nurzia    | Cittadella  | definitivo |
| A        | Albulena Gashi    | Portogruaro | definitivo |
| A        | Camila Uzqueda    | Riccione    | definitivo |

| Cessioni | Cessioni               | Cessioni        | Cessioni   |
| R.       | Nome                   | a               | Modalità   |
| -------- | ---------------------- | --------------- | ---------- |
| P        | Lisa Jasmine Marchetti | Cesena          | svincolata |
| D        | Sofia Rosolen          | ChievoVerona FM | definitivo |
| C        | Marica Licco           | Arezzo          | definitivo |
| C        | Claudia Ridolfi        | Res Roma        | definitivo |
| A        | Julia Diaz Ferrer      | Arezzo          | definitivo |
| A        | Mariia Taleb           | Arezzo          | definitivo |

### Sessione invernale
| Acquisti | Acquisti          | Acquisti        | Acquisti    |
| R.       | Nome              | da              | Modalità    |
| -------- | ----------------- | --------------- | ----------- |
| D        | Elena Mombelli    | ChievoVerona FM | definitivo  |
| D        | Júlia Weithofer   | Torres          | definitivo' |
| C        | Maria Bortolin    | Brescia         | definitivo  |
| A        | Isabel Cacciamali | Bologna         | definitivo  |

| Cessioni | Cessioni        | Cessioni | Cessioni    |
| R.       | Nome            | a        | Modalità    |
| -------- | --------------- | -------- | ----------- |
| D        | Caterina Dieudé | Venezia  | definitivo' |

## Risultati

### Serie B

#### Girone di andata
| Arbitro: | Meta (Vicenza) |

|                         |           |             |
| Fracas 41’ Hjohlman 52’ | Marcatori | 63’ Desiati |

| Arbitro: | Guiotto (Schio) |

|             |           |                          |
| Uzqueda 20’ | Marcatori | 28’, 38’ (rig.) Barbieri |

| Arbitro: | Velocci (Frosinone) |

|                                                        |           |  |
| Vigliucci 29’ Pirone 47’ Tarantino 49’ Labate 62’, 79’ | Marcatori |  |

| Arbitro: | Jusufoski (Mestre) |

|            |           |                        |
| Nurzia 56’ | Marcatori | 11’ Codecà 38’ Longoni |

| Arbitro: | Dallagà (Rovigo) |

|               |           |                        |
| Casellato 41’ | Marcatori | 39’ Catelli 31’ Lonati |

| Arbitro: | Cafaro (Alba Bra) |

|                              |           |  |
| Ferrato 52’ Bargi 76’ (rig.) | Marcatori |  |

| Arbitro: | Bissolo (Legnago) |

|            |           |  |
| Maroni 33’ | Marcatori |  |

| Arbitro: | Guitaldi (Rimini) |

|           |           |             |
| Begal 10’ | Marcatori | 67’ Novelli |

| Arbitro: | Nuzzo (Seregno) |

|                                                                         |           |  |
| Sardu 10’ Peretti 24’, 39’ Rognoni 29’ Dallagiacoma 41’ Meneghini 90+2’ | Marcatori |  |

| Arbitro: | Mazzer (Conegliano) |

|  |           |                                        |
|  | Marcatori | 2’ Popadinova 20’ Goldoni 78’ Ferrandi |

| Arbitro: | Frazza (Schio) |

|                                           |           |  |
| Ambrosi 15’ Beil 40’ (rig.) Marchetti 55’ | Marcatori |  |

| Arbitro: | Gallo (Castellamare di Stabia) |

|              |           |                          |
| Maroni 90+4’ | Marcatori | 20’ Bruni 90+2’ Burbassi |

| Arbitro: | Di Mario (Ciampino) |

|                                              |           |  |
| Carcassi 53’, 88’ Razzolini 71’ Gnisci 90+4’ | Marcatori |  |

| Tavagnacco 21 gennaio 2024, ore 14:30 CET 14ª giornata | Tavagnacco                     | 3 – 0 A tavolino referto referto 2 | Res Roma | Stadio comunale\| Arbitro: \| Terribile (Bassano del Grappa) \| |
| Arbitro:                                               | Terribile (Bassano del Grappa) |                                    |          |                                                                 |

| Arbitro: | Buzzone (Enna) |

|                            |           |                                     |
| De Matteis 60’ Tugnoli 67’ | Marcatori | 25’ Cacciamali 45’ (rig.) Casellato |

#### Girone di ritorno
| Arbitro: | Spina (Barletta) |

|  |           |                                                 |
|  | Marcatori | 2’, 24’ Stapelfeldt 64’ Zazzera 78’, 81’ Fracas |

| Arbitro: | Bianchi (Prato) |

|                              |           |  |
| Giuliani 48’ Tamburini 90+3’ | Marcatori |  |

| Tavagnacco 18 febbraio 2024, ore 12:00 CET 18ª giornata | Tavagnacco       | 0 – 0 referto | Ternana | Stadio comunale\| Arbitro: \| Sassano (Padova) \| |
| Arbitro:                                                | Sassano (Padova) |               |         |                                                   |

| Arbitro: | Scicolone (San Donà di Piave) |

|  |           |                    |
|  | Marcatori | 90+3’ (aut.) Terni |

| Arbitro: | Branzoni (Mestre) |

|                                                                    |           |  |
| Jansen 12’ Cuciniello 31’ Lonati 46’ Mak 48’ Sechi 54’ Milan 90+1’ | Marcatori |  |

| Arbitro: | Scuderi (Verona) |

|                |           |                                 |
| Cacciamali 67’ | Marcatori | 17’, 55’ Ferrato 36’, 83’ Bargi |

| Arbitro: | Rodigari (Bergamo) |

|                                                          |           |                          |
| Kuštrin 7’, 10’ Gelmetti 13’, 28’ Pinna 63’ De Biase 90’ | Marcatori | 34’ Cacciamali 73’ Donda |

| Arbitro: | Marchetti (L'Aquila) |

|            |           |                                               |
| Demaio 30’ | Marcatori | 26’ Merli 32’, 49’ Landa 35’, 37’, 40’ Picchi |

| Arbitro: | Perenzoni (Rovereto) |

|           |           |                                    |
| Magni 76’ | Marcatori | 66’ Rognoni 85’, 90+4’ Söndergaard |

| Arbitro: | Dorillo (Torino) |

|                                                                                      |           |                |
| Visentin 5’ Popadinova 18’ Eriksen 33’ (rig.) Goldoni 42’ (rig.), 90+3’ Kuenrath 75’ | Marcatori | 15’ Cacciamali |

| Arbitro: | Selvatici (Rovigo) |

|  |           |                                                 |
|  | Marcatori | 55’ Ambrosi 65’ Distefano 89’ (aut.) Peressotti |

| Arbitro: | Trombello (Como) |

|          |           |  |
| Zito 73’ | Marcatori |  |

| Arbitro: | Migliorini (Verona) |

|  |           |                                                     |
|  | Marcatori | 6’ Razzolini 60’ Diaz Ferrer 79’ Licco 90+5’ Gnisci |

| Arbitro: | Amadei (Terni) |

|              |           |  |
| Fracassi 79’ | Marcatori |  |

| Arbitro: | Kurti (Mestre) |

|                |           |                                         |
| Cacciamali 49’ | Marcatori | 36’ Petralia 43’ Costantini 77’ Papaleo |

### Coppa Italia

#### Turno preliminare
| Arbitro: | Zantedeschi (Verona) |

|                                |           |             |
| Cavallin 72’ Codeca 89’, 90+3’ | Marcatori | 70’ Desiati |

## Statistiche

### Statistiche di squadra
| Competizione | Punti | In casa | In casa | In casa | In casa | In casa | In casa | In trasferta | In trasferta | In trasferta | In trasferta | In trasferta | In trasferta | Totale | Totale | Totale | Totale | Totale | Totale | DR  |
| Competizione | Punti | G       | V       | N       | P       | Gf      | Gs      | G            | V            | N            | P            | Gf           | Gs           | G      | V      | N      | P      | Gf     | Gs     | DR  |
| ------------ | ----- | ------- | ------- | ------- | ------- | ------- | ------- | ------------ | ------------ | ------------ | ------------ | ------------ | ------------ | ------ | ------ | ------ | ------ | ------ | ------ | --- |
| Serie B      | 12    | 15      | 2       | 1       | 12      | 12      | 39      | 15           | 1            | 2            | 12           | 8            | 47           | 30     | 3      | 3      | 24     | 20     | 86     | -66 |
| Coppa Italia | -     | -       | -       | -       | -       | -       | -       | 1            | 0            | 0            | 1            | 1            | 3            | 1      | 0      | 0      | 1      | 1      | 3      | -2  |
| Totale       | -     | 15      | 2       | 1       | 12      | 12      | 39      | 16           | 1            | 2            | 13           | 9            | 50           | 31     | 3      | 3      | 25     | 21     | 89     | -68 |

### Andamento in campionato
| Giornata  | 1 | 2  | 3  | 4  | 5  | 6  | 7  | 8  | 9  | 10 | 11 | 12 | 13 | 14 | 15 | 16 | 17 | 18 | 19 | 20 | 21 | 22 | 23 | 24 | 25 | 26 | 27 | 28 | 29 | 30 |
| --------- | - | -- | -- | -- | -- | -- | -- | -- | -- | -- | -- | -- | -- | -- | -- | -- | -- | -- | -- | -- | -- | -- | -- | -- | -- | -- | -- | -- | -- | -- |
| Luogo     | T | C  | T  | C  | C  | T  | C  | T  | T  | C  | T  | C  | T  | C  | T  | C  | T  | C  | T  | T  | C  | T  | C  | C  | T  | C  | T  | C  | T  | C  |
| Risultato | P | P  | P  | P  | P  | P  | V  | N  | P  | P  | P  | P  | P  | V  | N  | P  | P  | N  | V  | P  | P  | P  | P  | P  | P  | P  | P  | P  | P  | P  |
| Posizione | 9 | 14 | 14 | 14 | 15 | 15 | 15 | 14 | 15 | 15 | 15 | 15 | 15 | 15 | 15 | 15 | 15 | 15 | 15 | 15 | 15 | 15 | 15 | 15 | 15 | 15 | 15 | 15 | 15 | 15 |

Legenda:

Luogo: C = Casa; T = Trasferta. Risultato: V = Vittoria; N = Pareggio; P = Sconfitta.

### Statistiche delle giocatrici
| Giocatore     | Serie B  | Serie B | Serie B     | Serie B    | Coppa Italia | Coppa Italia | Coppa Italia | Coppa Italia | Totale   | Totale | Totale      | Totale     |
| Giocatore     | Presenze | Reti    | Ammonizioni | Espulsioni | Presenze     | Reti         | Ammonizioni  | Espulsioni   | Presenze | Reti   | Ammonizioni | Espulsioni |
| ------------- | -------- | ------- | ----------- | ---------- | ------------ | ------------ | ------------ | ------------ | -------- | ------ | ----------- | ---------- |
| M. Bortolin   | 17       | 0       | 0           | 0          | -            | -            | -            | -            | 17       | 0      | 0           | 0          |
| I. Cacciamali | 19       | 5       | 0           | 0          | -            | -            | -            | -            | 19       | 5      | 0           | 0          |
| G. Candeloro  | 23       | 0       | 1           | 0          | 1            | 0            | 0            | 0            | 24       | 0      | 1           | 0          |
| E. Casellato  | 29       | 2       | 3           | 0          | -            | -            | -            | -            | 29       | 2      | 3           | 0          |
| S. Demaio     | 30       | 1       | 2           | 0          | 1            | 0            | 1            | 0            | 31       | 1      | 3           | 0          |
| F. Desiati    | 16       | 1       | 1           | 0          | 1            | 1            | 0            | 0            | 17       | 2      | 1           | 0          |
| C. Dieudé     | 2        | 0       | 0           | 0          | 1            | 0            | 0            | 0            | 3        | 0      | 0           | 0          |
| E. Donda      | 23       | 1       | 0           | 0          | 1            | 0            | 0            | 0            | 24       | 1      | 0           | 0          |
| E. Dorbolò    | 0        | 0       | 0           | 0          | 0            | 0            | 0            | 0            | 0        | 0      | 0           | 0          |
| A. Gashi      | 9        | 0       | 0           | 0          | -            | -            | -            | -            | 9        | 0      | 0           | 0          |
| S. Girardi    | 0        | 0       | 0           | 0          | -            | -            | -            | -            | 0        | 0      | 0           | 0          |
| M. Kocina     | 5        | -13     | 0           | 0          | -            | -            | -            | -            | 5        | -13    | 0           | 0          |
| M. Lakovic    | 2        | 0       | 0           | 0          | -            | -            | -            | -            | 2        | 0      | 0           | 0          |
| E. Lauriola   | 11       | 0       | 1           | 0          | -            | -            | -            | -            | 11       | 0      | 1           | 0          |
| C. Lazzara    | 15       | 0       | 0           | 0          | 1            | 0            | 0            | 0            | 16       | 0      | 0           | 0          |
| G. Lorenzini  | 7        | 0       | 0           | 0          | 1            | 0            | 0            | 0            | 8        | 0      | 0           | 0          |
| G. Magni      | 21       | 1       | 2           | 0          | -            | -            | -            | -            | 21       | 1      | 2           | 0          |
| B. Maroni     | 24       | 2       | 1           | 0          | 1            | 0            | 0            | 0            | 25       | 2      | 1           | 0          |
| R. Minutello  | 10       | 0       | 1           | 0          | -            | -            | -            | -            | 10       | 0      | 1           | 0          |
| E. Mombelli   | 1        | 0       | 0           | 0          | -            | -            | -            | -            | 1        | 0      | 0           | 0          |
| F. Moroso     | 11       | 0       | 0           | 0          | 1            | 0            | 0            | 0            | 12       | 0      | 0           | 0          |
| G. Novelli    | 28       | 1       | 0           | 0          | 1            | 0            | 1            | 0            | 29       | 1      | 1           | 0          |
| S. Novelli    | 29       | 0       | 2           | 0          | 1            | 0            | 0            | 0            | 30       | 0      | 2           | 0          |
| M. Nurzia     | 20       | 1       | 3           | 1          | 1            | 0            | 0            | 0            | 21       | 1      | 3           | 1          |
| G. Papagna    | 8        | 0       | 0           | 0          | -            | -            | -            | -            | 8        | 0      | 0           | 0          |
| N. Peressotti | 30       | 0       | 2           | 0          | -            | -            | -            | -            | 30       | 0      | 2           | 0          |
| C. Pinatti    | 2        | 0       | 0           | 0          | 1            | 0            | 0            | 0            | 3        | 0      | 0           | 0          |
| G. Sattolo    | 27       | -74     | 0           | 1          | 1            | -3           | 0            | 0            | 28       | -77    | 0           | 1          |
| E. Schiavo    | 0        | 0       | 0           | 0          | -            | -            | -            | -            | 0        | 0      | 0           | 0          |
| C. Uzqueda    | 12       | 1       | 1           | 0          | -            | -            | -            | -            | 12       | 1      | 1           | 0          |
| J. Weithofer  | 14       | 0       | 1           | 0          | -            | -            | -            | -            | 14       | 0      | 1           | 0          |